# لعزيب (أولاد امغار)
لعزيب هو دُوَّار يقع بجماعة أولاد أمغار، إقليم الدريوش، جهة الشرق في المملكة المغربية. ينتمي الدوّار لمشيخة أولاد امغار التي تضم 14 دوار. يقدر عدد سكانه بـ 1759 نسمة حسب الإحصاء الرسمي للسكان والسكنى لسنة 2004.

## روابط خارجية
- البوابة الوطنية للجماعات الترابية نسخة محفوظة 12 مارس 2018 على موقع واي باك مشين.
- المندوبية السامية للتخطيط